# تولتشيا

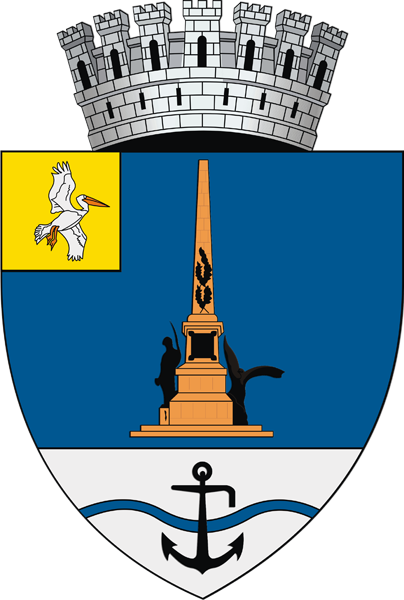
شعار المدينة

تولتشا, مدينة أقصى شرقي رومانيا على ضفاف الدانوب (بالرومانية: Tulcea) عاصمة محافظة تولتشا في إقليم دبروجة التاريخي. تقع في منطقة سهلية والتي اكتشفت فيها اثار تعود للالفية الثانية قبل الميلاد. اما المدينة يعود تاسيسها للقرن السابع قبل الميلاد حيث كانت مستعمرة يونانية على نهر الدانوب باسم أغيسوس (Aegyssus)، اسس مينائها في القرن الأول للميلاد واخذت المدينة اسمها المعاصر في عهد الملك ميرتشا العجوز. يبلغ عدد السكان الحالي حوالي 92.000 نسمة.

## توأمة
لتولتشيا اتفاقيات توأمة مع كل من:
- آلبورغ (1970 - )
- فيركندام
- أبريليا
- فراتا بوليسيني
- روفيغو
- أماسية
- إيزمائيل
- إيليو
- شومن
- Aalborg Municipality [الإنجليزية]‏ منذ (1970 - )
- Larnaca Municipality  [لغات أخرى]‏ (27 مايو 2003 - )[3]

## أعلام
- ميريلا نيكيتا باشكا
- جورج بوولنجر
- كرين انتونيسكو
- كريستيان مونتيانو
- ميرتشا أكسينتي